# Nikita Kutjerov
Nikita Igorevitj Kutjerov (ryska: Никита Игоревич Кучеров), född 17 juni 1993, är en rysk professionell ishockeyspelare som spelar för Tampa Bay Lightning i National Hockey League (NHL). Ofta betraktad som en av de bästa spelarna i världen vann han Hart Memorial Trophy som NHL's mest värdefulla spelare, Art Ross Trophy för poängligaseger samt Ted Lindsay Award som bästa spelare framröstad av spelarna säsongen 2018-19.
Kutjerov vann Stanley Cup med Lightning 2020 samt 2021 och vann då poängligan i slutspelet vid bägge tillfällena. Kutjerov har rekordet för ryska spelare för poäng på en säsong (128) samt klubbrekord för Lightning i slutspel vad gäller poäng: mål och assist.

## Karriär
Kutjerov draftades i den andra rundan i 2011 års NHL-draft av Tampa Bay Lightning som draftens 58:e spelare totalt.
Kutjerov debuterade i NHL för Tampa Bay Lightning den 25 november 2013 mot New York Rangers. I sitt första byte i matchen gjorde han sitt första mål i NHL. Han blev därmed den sjunde spelaren i Lightnings historia att göra mål i sin debutmatch. Den 28 oktober 2014 gjorde han sitt första hat trick i NHL.
Säsongen 2016/17 var Kutjerovs dittills målrikaste med totalt 40 mål. Han gjorde sitt 40:e mål den 7 april 2017 och blev därmed den sjätte ryske spelaren under 23 år i NHL:s historia (tidigare även Aleksandr Ovetjkin, Jevgenij Malkin, Ilja Kovaltjuk, Pavel Bure och Aleksandr Mogilnyj) att göra minst 40 mål under en säsong. Han blev även den femte spelaren någonsin i Lightning att göra 40 mål eller fler under en säsong (tidigare även Vincent Lecavalier, Steven Stamkos, Martin St. Louis och Brian Bradley).
Kutjerov hade karriärens hittills poängbästa säsong 2018/19 då han slog flera rekord. Totalt gjorde han 128 poäng (41 mål, 87 assist) på 82 matcher. Han vann NHL:s poängliga och belönades med Art Ross Trophy. Han vann poängligan med flest poäng sedan Mario Lemieux 1995/96. Under säsongen gick han om Alexander Mogilny som den ryska spelaren som gjort flest poäng i NHL under en enskild säsong. Han tangerade även  Jaromir Jagrs rekord över flest assist under en säsong av en forward. Han slog även rekord som den genom tiderna poängbästa spelaren i Lightning.

## Statistik

### Klubbkarriär
| 2009–10    | Krasnaya Armiya       | MHL        | 53  | 29  | 25  | 54  | 40  | 5   | 0  | 2   | 2   | 2   |
| 2010–11    | Krasnaya Armiya       | MHL        | 47  | 27  | 31  | 58  | 81  | 10  | 5  | 8   | 13  | 16  |
| 2010–11    | CSKA Moskva           | KHL        | 9   | 0   | 2   | 2   | 0   | —   | —  | —   | —   | —   |
| 2011–12    | Krasnaya Armiya       | MHL        | 23  | 24  | 19  | 43  | 40  | 7   | 3  | 1   | 4   | 0   |
| 2011–12    | CSKA Moscow           | KHL        | 18  | 1   | 4   | 5   | 4   | —   | —  | —   | —   | —   |
| 2012–13    | Quebec Remparts       | QMJHL      | 6   | 3   | 7   | 10  | 2   | —   | —  | —   | —   | —   |
| 2012–13    | Rouyn-Noranda Huskies | QMJHL      | 27  | 26  | 27  | 53  | 12  | 14  | 9  | 15  | 24  | 10  |
| 2013–14    | Syracuse Crunch       | AHL        | 17  | 13  | 11  | 24  | 10  | —   | —  | —   | —   | —   |
| 2013–14    | Tampa Bay Lightning   | NHL        | 52  | 9   | 9   | 18  | 14  | 2   | 1  | 0   | 1   | 0   |
| 2014–15    | Tampa Bay Lightning   | NHL        | 82  | 29  | 36  | 65  | 37  | 26  | 10 | 12  | 22  | 14  |
| 2015–16    | Tampa Bay Lightning   | NHL        | 77  | 30  | 36  | 66  | 30  | 17  | 11 | 8   | 19  | 8   |
| 2016–17    | Tampa Bay Lightning   | NHL        | 74  | 40  | 45  | 85  | 38  | —   | —  | —   | —   | —   |
| 2017–18    | Tampa Bay Lightning   | NHL        | 80  | 39  | 61  | 100 | 42  | 17  | 7  | 10  | 17  | 10  |
| 2018–19    | Tampa Bay Lightning   | NHL        | 82  | 41  | 87  | 128 | 62  | 3   | 0  | 2   | 2   | 10  |
| 2019–20    | Tampa Bay Lightning   | NHL        | 68  | 33  | 52  | 85  | 38  | 25  | 7  | 27  | 34  | 22  |
| 2020–21    | Tampa Bay Lightning   | NHL        | —   | —   | —   | —   | —   | 23  | 8  | 24  | 32  | 14  |
| 2021–22    | Tampa Bay Lightning   | NHL        | 47  | 25  | 44  | 69  | 22  | 23  | 8  | 19  | 27  | 14  |
| 2022–23    | Tampa Bay Lightning   | NHL        | 82  | 30  | 83  | 113 | 36  | 6   | 1  | 5   | 6   | 11  |
| 2023–24    | Tampa Bay Lightning   | NHL        | 81  | 44  | 100 | 144 | 22  | 5   | 0  | 7   | 7   | 2   |
| NHL totalt | NHL totalt            | NHL totalt | 725 | 320 | 553 | 873 | 341 | 147 | 53 | 114 | 167 | 114 |

### Internationellt
| År            | Lag           | Turnering     |               | Matcher | Mål | Assists | Poäng | Utv |
| ------------- | ------------- | ------------- | ------------- | ------- | --- | ------- | ----- | --- |
| 2010          | Ryssland      | IH18          | 4             | 1       | 1   | 2       | 2     |     |
| 2011          | Ryssland      | U18           | 7             | 11      | 10  | 21      | 6     |     |
| 2012          | Ryssland      | JVM           | 7             | 2       | 5   | 7       | 2     |     |
| 2013          | Ryssland      | JVM           | 7             | 5       | 3   | 8       | 4     |     |
| 2016          | Ryssland      | WCH           | 4             | 2       | 1   | 3       | 0     |     |
| 2017          | Ryssland      | VM            | 10            | 7       | 8   | 15      | 8     |     |
| 2019          | Ryssland      | VM            | 10            | 6       | 10  | 16      | 4     |     |
| Junior totalt | Junior totalt | Junior totalt | Junior totalt | 25      | 19  | 19      | 38    | 14  |
| Senior totalt | Senior totalt | Senior totalt | Senior totalt | 24      | 15  | 19      | 34    | 12  |